# Nada Kisić Kolanović
Nada Kisić Kolanović (Šibenik, 11. rujna 1949.), hrvatska povjesničarka. 

## Životopis
Osnovnu školu i gimnaziju završila je u Zadru. Diplomirala na Pravnome fakultetu Sveučilišta u Zagrebu 1972. godine. Na istom fakultetu je magistirala 1979. godine te doktorirala 1988. godine iz područja povijesno-pravnih znanosti. Znanstvena savjetnica na Hrvatskom institutu za povijest u Zagrebu, gdje je glavni istraživač na projektu Nezavisna Država Hrvatska – Sustav vladavine 1941. – 1945. Članica uredništva Časopisa za suvremenu povijest. Od 1973. godine zaposlena je u Hrvatskom institutu za povijest (tadašnji Institut za historiju radničkog pokreta Hrvatske).
Bavi se istraživanjem pravnih aspekata povijesti Drugoga svjetskog rata i poraća. Objavila niz znanstvenih rasprava u Časopisu za suvremenu povijest i drugim publikacijama. Napisala biografiju Andrije Hebranga (starijeg).

## Djela
Knjige:
- Andrija Hebrang. Iluzije i otrežnjenja, Institut za suvremenu povijest, Zagreb, 1996.
- Vojskovođa i politika. Sjećanja Slavka Kvaternika, Golding Marketing, Zagreb, 1997.
- Mladen Lorković, ministar urotnik, Golding Marketing, Zagreb, 1998.
- NDH i Italija. Političke veze i diplomatski odnosi, Naklada Ljevak, Zagreb, 2001.
- Zagreb- Sofija. Prijateljstvo po mjeri ratnog vremena 1941-1945, Dom i svijet, Zagreb, 2003.
- Poslanstvo NDH u Sofiji. Diplomatski izvještaji 1941-1945, ur. Nada Kisić Kolanović, 2 sveska., Hrvatski državni arhiv, Zagreb, 2003.
- Muslimani i hrvatski nacionalizam 1941. – 1945., Hrvatski institut za povijest-Školska knjiga, Zagreb, 2009.[2]

Znanstveni radovi:
Dio znanstevnih radova sa stranice Hrvatskog instituta za povijest.
- Prilog proučavanju “narodne vlast” u Hrvatskoj 1943. – 1945., Časopis za suvremenu povijest (ČSP) 2-3., 1979., 103-124.
- Funkcija narodne vlasti u Narodnooslobodilačkoj borbi u Hrvatskoj 1941. godine, ČSP 3., 1981., 65-83.
- Razvoj narodne vlasti u Hrvatskoj 1942. godine, ČSP 3., 1982., 5-24.
- Novo porodično pravo na oslobođenom području Hrvatske 1941. – 1945., Povijesni prilozi 1., 1985., 39-79.
- Začeci društveno vlasničkih odnosa na oslobođenom području Hrvatske u toku narodnooslobodilačke borbe, ČSP 3., 1986., 1-18.
- Neki aspekti razvoja prava na oslobođenom teritoriju Hrvatske 1943. – 1945. godine, ČSP 3., 1987., 1-24.
- Vrijednosni principi novog pravnog poretka u narodnooslobodilačkoj borbi na području Hrvatske 1941. – 1945., ČSP 1., 1984., 1-26.
- Neka pitanja općeg usmjerenja jugoslavenske teorije prava 1945. – 1956. godine, ČSP 1-3., 1989., 87-104.
- Pravno utemeljenje državno centralističkog sistema u Hrvatskoj 1945. – 1952. godine, ČSP 1. 1992., 49-99.
- Problemi legitimiteta političkog sustava u Hrvatskoj nakon 1945., ČSP br. 3. 1992., 177-196.
- Vrijeme političke represije: “veliki sudski procesi u Hrvatskoj 1945. – 1948., ČSP 1., 1993., 1-23.
- Pisma zagrebačkog nadbiskupa Alojzija Stepinca predsjedniku narodne vlade Hrvatske Vladimiru Bakariću 1945., Croatica Christiana periodica,  15(29), 1992., 137-180.
- Andrija Hebrang i hrvatsko lijevo iskustvo 1919. – 1941., ČSP 1. 1994., 27-47.
- Hrvatska historiografija o Drugom svjetskom ratu: metodologija i prijepori, u zborniku Hrvatska politika u XX. st, 2006.[3]

## Vanjske poveznice
- Hrvatski institut za povijest: Projekt: Nezavisna Država Hrvatska 1941.-1945. – sociokulturni i komunikacijski aspekti